# Karim al-Alami
Karim al-Alami, arab. كريم العلمي, Karīm al-ʿAlamī (ur. 24 maja 1973 w Casablance) – marokański tenisista, reprezentant w Pucharze Davisa, olimpijczyk.

## Kariera tenisowa
Praworęczny Marokańczyk karierę zawodową rozpoczął w 1990 roku, a zakończył w 2002 roku.
W 1991 roku odniósł wiele sukcesów w turniejach juniorów – w singlu finał US Open i półfinał French Open, w deblu wygrana Wimbledonu z Gregiem Rusedskim i US Open (z Johnem-Laffnie de Jagerem). Wyniki te dały mu pozycję wicelidera klasyfikacji juniorskiej, a lidera w grze podwójnej.
W 1994 roku na turnieju ATP World Tour w Ad-Dausze odniósł zwycięstwo nad liderem rankingu światowego Pete'em Samprasem. Kilka miesięcy później po raz pierwszy doszedł do finału turniejowego, przegrywając w Casablance z Renzo Furlanem.
W 1996 roku jako pierwszy Marokańczyk odniósł turniejowe zwycięstwo w cyklu ATP World Tour, po zwycięstwie w finale imprezy w Atlancie nad Nicklasem Kultim. We wrześniu tegoż roku wygrał także turniej w Palermo, pokonując w finale Adriana Voineę. W 1998 roku Al-Alami był w finale w Bolonii, a w 1999 roku w finałach w Barcelonie i Bukareszcie. Wiosną 2000 roku Marokańczyk doszedł do półfinału turnieju ATP Masters Series w Monte Carlo, pokonując m.in. Magnusa Normana, Alberta Costę i Thomasa Johanssona, a przegrywając z  Cédrikiem Pioline’em, późniejszym zwycięzcą.
Jako deblista wygrał jeden turniej zawodowy, w 1997 w Marbelli w parze z Juliánem Alonso. Dodatkowo osiągnął 3 finały.
Al-Alami dwukrotnie startował w igrzyskach olimpijskich, w Barcelonie w 1992 roku odpadając w 1 rundzie z późniejszym mistrzem Markiem Rossetem, a w 2000 roku w Sydney dochodząc do ćwierćfinału, gdzie nie sprostał Rogerowi Federerowi.
W latach 1990–2002 Al-Alami bronił barw narodowych w Pucharze Davisa, rozgrywając w ramach tych rozgrywek 50 spotkań, z czego 32 wygrał. Razem z Hiszamem Arazim i Junusem al-Ajnawim tworzył reprezentację, która w latach 2001–2002 grała w grupie światowej Pucharu Davisa.
W rankingu gry pojedynczej Al-Alami najwyżej był na 25. miejscu (21 lutego 2000), a w klasyfikacji gry podwójnej na 130. pozycji (17 sierpnia 1998).

### Finały w turniejach ATP World Tour
| Legenda                                      |
| -------------------------------------------- |
| Wielki Szlem                                 |
| Igrzyska olimpijskie                         |
| Tennis Masters Cup / ATP Finals              |
| ATP Masters Series / ATP Tour Masters 1000   |
| ATP International Series Gold / ATP Tour 500 |
| ATP International Series / ATP Tour 250      |

#### Gra pojedyncza (2–4)
| Końcowy wynik | Nr | Data                | Turniej    | Nawierzchnia | Przeciwnik     | Wynik finału     |
| ------------- | -- | ------------------- | ---------- | ------------ | -------------- | ---------------- |
| Finalista     | 1. | 20 marca 1994       | Casablanca | Ceglana      | Renzo Furlan   | 2:6, 2:6         |
| Zwycięzca     | 1. | 5 maja 1996         | Atlanta    | Ceglana      | Nicklas Kulti  | 6:3, 6:4         |
| Zwycięzca     | 2. | 29 września 1996    | Palermo    | Ceglana      | Adrian Voinea  | 7:5, 2:1 krecz   |
| Finalista     | 2. | 14 czerwca 1998     | Bolonia    | Ceglana      | Julián Alonso  | 1:6, 4:6         |
| Finalista     | 3. | 18 kwietnia 1999    | Barcelona  | Ceglana      | Félix Mantilla | 6:7(2), 3:6, 3:6 |
| Finalista     | 4. | 3 października 1999 | Bukareszt  | Ceglana      | Alberto Martín | 1:6, 4:6         |

#### Gra podwójna (1–3)
| Końcowy wynik | Nr | Data             | Turniej    | Nawierzchnia | Partner       | Przeciwnicy                         | Wynik finału  |
| ------------- | -- | ---------------- | ---------- | ------------ | ------------- | ----------------------------------- | ------------- |
| Finalista     | 1. | 23 czerwca 1996  | Bolonia    | Ceglana      | Gábor Köves   | Brent Haygarth Christo Van Rensburg | 1:6, 4:6      |
| Finalista     | 2. | 30 marca 1997    | Casablanca | Ceglana      | Hiszam Arazi  | João Cunha e Silva Nuno Marques     | 6:7, 2:6      |
| Zwycięzca     | 1. | 14 września 1997 | Marbella   | Ceglana      | Julián Alonso | Alberto Berasategui Jordi Burillo   | 4:6, 6:3, 6:0 |
| Finalista     | 3. | 2 listopada 1997 | Bogota     | Ceglana      | Maurice Ruah  | Luis Lobo Fernando Meligeni         | 1:6, 3:6      |